# ブレイニアック5
ブレイニアック5（英: Brainiac 5）は、DCコミックスの出版するアメリカン・コミックスに登場する架空の人物。ジェリー・シーゲルとジム・ムーニーによって創造され、1961年の"Action Comics #276"で初登場した。

## 概要
ブレイニアック5は、30世紀のヒーローチーム「リージョン・オブ・スーパーヒーローズ」のメンバーで、超知能の種族コル人である。惑星コルの中でも平均をさらに上回る知能を持つとされ、科学や発明において才能を発揮し、優れた戦略家でもある。彼の先祖はスーパーヴィランのブレイニアックだが、彼はその事実を受け入れブレイニアックの過去の過ちを償おうと努力している。
ブレイニアック5が発明したフライトリングやフォースフィールドベルトは彼を象徴する発明品となっている。フライトリングには「L」の文字が刻まれ「リージョン・フライトリング」としてチームのメンバーが所有している。「タイムバブル」という名前のタイムマシンを使うことで彼らが拠点とする30世紀から他の時間軸への移動を可能にする。また、彼の驚異的な記憶力は改変されたDCユニバースにおいて過去の出来事を記憶することに役立っている。

## その他のメディア

### ドラマ
SUPERGIRL/スーパーガール (2015年-現在)
演 - ジェシー・レイス

### アニメ
スーパーマン (アニメ) (1996年-2000年)
カメオ出演
ジャスティス・リーグ・アンリミテッド (2004年-2006年)
声 - マット・ズークリー
リージョン・オブ・スーパーヒーローズ (アニメ) (2006年-2008年)
声 - アダム・ワイリー